# Sideritis sierrarafolsiana
Sideritis sierrarafolsiana là một loài thực vật có hoa trong họ Hoa môi. Loài này được Roselló & al. miêu tả khoa học đầu tiên năm 1998.